# Awas
Awas – rodzaj chrząszcza z rodziny kusakowatych, podrodziny Pselaphinae. Gatunkiem typowym jest A. giraffa. Rodzaj ma orientalny zasięg występowania. Opisano siedem gatunków. Biologia tych chrząszczy jest słabo poznana: A. gigas są myrmekofilne, dorosłe osobniki znajdywano w koloniach mrówek Pachycondyla. Dorosłe osobniki A. giraffa, A. shunichii, A. sinicus i A. kayan znajdywano w ściółce, A. rajah i A. loebli chwytano przy użyciu pułapek na latające owady. Nazwa rodzajowa pochodzi od malajskiego słowa awas oznaczającego „uważaj”, „bądź ostrożny”.

## Gatunki
- Awas gigas Yin, Shen & Li, 2015
- Awas giraffa Löbl, 1994
- Awas kayan Yin & Li, 2012
- Awas loebli Yin & Li, 2012
- Awas rajah Nomura & Idris, 2004
- Awas shunichii Nomura, 1995
- Awas sinicus Yin & Li, 2010